# Panzweiler (Gemünden)
Panzweiler ist ein Ortsteil der Ortsgemeinde Gemünden in der Mittelgebirgslandschaft des Hunsrücks im Rhein-Hunsrück-Kreis in Rheinland-Pfalz und ist Teil des Naturparks Soonwald-Nahe.

## Geographie und Geschichte
Das Dorf Panzweiler liegt im Tal des Simmerbachs zwischen dem Hauptort Gemünden  und dem Womrather Ortsteil Wallenbrück. Ein Waldweg führt entlang des Scheidbachs nach Dickenschied.
Um 1890 erhielt der Ort einen eigenen Friedhof. Bis dahin wurden die Einwohner nach Womrath beerdigt.
Die Panzweilerer Kinder gingen bis zum 7. Juni 1931 nach Womrath zur Schule; diese war zu einem Sechstel von Panzweiler bezahlt worden. 1934 wurde Panzweiler nach Gemünden eingemeindet. Bis Anfang des 20. Jahrhunderts gehörten die Einwohner des Ortes zur evangelischen Kirchengemeinde Dickenschied.